# Magisterkurs
För filosofisk ämbetsexamen krävdes fram till och med 1974, för vissa ämneskombinationer, vissa kortare extrakurser. Dessa kallades magisterkurser.
Exempel: Om man inte hade akademiska betyg i pedagogik, krävdes magisterkurs i pedagogik. Med kemi i examen krävdes magisterkurs i mineralogi, med ämnet fysik krävdes en kurs i astronomi och med ämnet matematik en kurs i statistik.